# De hupbloemerij
Tom Poes en de hupbloemerij of kortweg De hupbloemerij is het 122ste verhaal uit de Bommelsaga, geschreven en getekend door Marten Toonder. Het verhaal verscheen voor het eerst op 24 januari 1968 en liep tot 8 april van dat jaar. Het thema is het gevaar van de op dat moment actuele flowerpower-beweging.

## Samenvatting
In het Donkere Bomen Bos overpeinzen de aan lager wal geraakte zakenlieden Super en Hieper hun mogelijkheden. Super ziet wel iets in de vrijetijdsbestedingbranche, waarop magister Hocus P. Pas opduikt. Hij verdedigt de natuur en haalt zijn handel tevoorschijn: 'Hupzaad'. Een kleine proefneming in de soep van Hiep Hieper brengt zakenman Super en magister Hocus Pas tot elkaar. De magister vertelt de verbaasde zakenman dat het zaad gratis is. Hij laat zijn bloemenkinderen zien, die kort leven en hun zaad nalaten aan de magister. Bul Super ziet nu echt weer eens Superzaken. Maar zelf drinkt hij er niet van. De andere inwoners echter komen door het zaad en de drank bijna allemaal onder invloed, wat betekent dat ze vrolijk worden en hun taak vergeten. Ook zijn er dansende bloemen en groeien er bloemen op hoofden. Bul Super weet zelfs commissaris van politie te worden, en toegang te krijgen tot de enorme gemeentecomputer. Maar voor hij daar mee kwade zaken kan uitvoeren giet Tom Poes een onkruidverdelger in de watertoren. Daardoor wordt iedereen weer normaal.

## Hoorspel
- De hupbloemerij in het Bommelhoorspel